# کنترل (فیلم ۲۰۰۴)
کنترل (انگلیسی: Control) فیلمی در ژانر علمی–تخیلی به کارگردانی تیم هانتر است که در سال ۲۰۰۴ منتشر شد.

## بازیگران
- ری لیوتا
- ویلم دفو
- میشل رودریگز
- کاتلین رابرتسون
- استیون ری
- ایوان کی
- مک مک‌دانلد
- پالی واکر
- استوارت الکساندر